# Elizabeth Armstrong
Elizabeth Armstrong (Ann Arbor, 31 de enero de 1983 - ) es una jugadora estadounidense de waterpolo.

## Clubes
- Great Lakes Water Polo

## Títulos
Como jugadora de la selección estadounidense:
- Medalla de oro en los campeonatos del mundo de waterpolo de Roma 2009
- Medalla de plata en los juegos olímpicos de Pekín 2008
- Medalla de oro en los Pan American Games, Río de Janeiro 2007
- Medalla de oro en FINA World League, Montreal 2007
- Medalla de oro en los campeonatos del mundo de waterpolo de Melbourne 2007
- Medalla de oro en FINA World League, Cosenza 2006
- Medalla de oro en los campeonatos junior Pan American Games, Barquisimeto 2000